# Adam Wakeman
Adam Wakeman (11 de marzo de 1974, Windsor, Inglaterra) es un tecladista británico, reconocido por su trabajo con artistas y bandas como Ozzy Osbourne, Black Sabbath, Annie Lennox, Travis, The Company of Snakes, Rick Wakeman, Will Young, Victoria Beckham y Atomic Kitten.
Es hijo de Rick Wakeman, reconocido tecladista de la banda Yes. Hasta el momento Adam ha grabado seis discos de estudio con su padre en la agrupación Wakeman with Wakeman, y tres discos en directo. En el álbum Scream de Ozzy Osbourne, Wakeman fue acreditado como uno de los compositores en cinco canciones.

## Discografía
- 13 - Black Sabbath
- Scream - Ozzy Osbourne
- I am... - Headspace
- Live at the Orange - Jeronimo Road
- Neurasthenia - Adam Wakeman
- Out of the Blue - Rick Wakeman and the E.R.E.
- The Revealing songs of Yes
- Real World Trilogy - Adam Wakeman
- Tapestries - Rick & Adam Wakeman
- Vignettes - Rick & Adam Wakeman
- Romance of the Victorian Age - Rick & Adam Wakeman
- 100 Years Overtime - Adam Wakeman
- The Official Bootleg - Wakeman with Wakeman
- Soliloquy - Adam Wakeman
- No Expense Spared - Wakeman with Wakeman
- Wakeman With Wakeman - Wakeman with Wakeman